# تینا ویموث
تینا ویموث (انگلیسی: Tina Weymouth؛ زادهٔ ۲۲ نوامبر ۱۹۵۰) موسیقی‌دان اهل ایالات متحده آمریکا است. او از سال ۱۹۷۵ میلادی تاکنون مشغول فعالیت بوده و بیشتر به‌عنوان بیسیست و یکی از پایه‌گذاران گروه نیو ویوِ تاکینگ هدز و پروژهٔ جانبی‌اش، تام تام کلاب، شهرت دارد.